# FOAF (format)
FOAF (ang. Friend of a Friend) – jeden z ustandaryzowanych schematów formatowania ze zdefiniowanym przeznaczeniem. FOAF służy do opisywania relacji społecznych między jednostkami. Można rozszerzyć zastosowanie schematu poza relacje społeczne między jednostkami aby objąć szerszy zakres bytów wykraczających poza zwykłe powiązania społeczne, takie jak te znajdowane na nagrobkach, poprzez włączenie dodatkowych informacji. 
W dokumencie FOAF można opublikować informacje o osobie (w tym imię i nazwisko, wiek, płeć, adres e-mail, prywatny i służbowy adres strony internetowej, adres bloga, identyfikatory ICQ/XMPP/AIM, zawód itp.) oraz można wymienić osoby znane tej osobie.  
FOAF, podobnie jak RDF, charakteryzuje się tym, że może być przetwarzany przez maszyny (odczytany przez maszyny). Dodatkowo dzięki możliwości odwołania się do innych dokumentów FOAF (w praktyce do opisów innych osób), tworzy się sieć społeczną (ang. social network). Specyfikacja FOAF opiera się na składni XML i strukturze RDF. Oprogramowanie może oceniać te dokumenty FOAF, analizować relacje społeczne i na przykład je wizualizować.
Wykorzystanie formatów sieci semantycznych, takich jak FOAF (również SIOC  Semantical-Interlinked Online Communities), umożliwia platformom mediów społecznościowych współpracę i udostępnianie danych poprzez przestrzeganie wspólnej semantyki.  Wykorzystanie FOAF do reprezentowania informacji o członkostwie w sieciach społecznościowych i profili osobistych w formacie semantycznym ułatwia bezpieczną transmisję informacji.

## Przykładowy plikFOAF
```
<?xml version="1.0"?>

<rdf:RDF

      
xmlns:rdf=
"http://www.w3.org/1999/02/22-rdf-syntax-ns#"

      
xmlns:rdfs=
"http://www.w3.org/2000/01/rdf-schema#"

      
xmlns:foaf=
"http://xmlns.com/foaf/0.1/"
>

<foaf:Person
 
rdf:ID=
"me"
>

<foaf:name>
Marek
 
Zima
</foaf:name>

<foaf:givenname>
Marek
</foaf:givenname>

<foaf:family_name>
Zima
</foaf:family_name>

<foaf:nick>
zimek
</foaf:nick>

<foaf:mbox_sha1sum>
5d05cd897b9fb4b4c7734ed5cbe0cb986c5eb2fe
</foaf:mbox_sha1sum>

<foaf:workplaceHomepage
 
rdf:resource=
"http://adresnoexists.btw/"
/>

<foaf:workInfoHomepage
 
rdf:resource=
"adres przykładowy - niepoprawny"
/>

<foaf:knows>

<foaf:Person>

<foaf:name>
monika
</foaf:name>

<foaf:mbox_sha1sum>
e2685f60c81e66c00044e0225442d157c2b9ce94
</foaf:mbox_sha1sum>

</foaf:Person>

</foaf:knows>

</foaf:Person>

</rdf:RDF>

```

Jak widać na przykładzie, adres e-mail nie jest podany jawnie. Jest on zakodowany za pomocą funkcji skrótu SHA-1. Taka metoda zapewnia ochronę przed spamem.